# Hippolyte Lebas
Louis-Hippolyte Le Bas o Hippolyte Lebas (París, 31 de marzo de 1782 - ibidem, 12 de junio de 1867) fue un arquitecto francés, profesor de historia y teoría del arte. Miembro del Institut de France, él también está entre los antepasados de la familia Halévy. Es recordado por la iglesia de Nuestra Señora de Loreto de París y por sus enseñanzas que marcaron a una generación de arquitectos franceses.

## Biografía

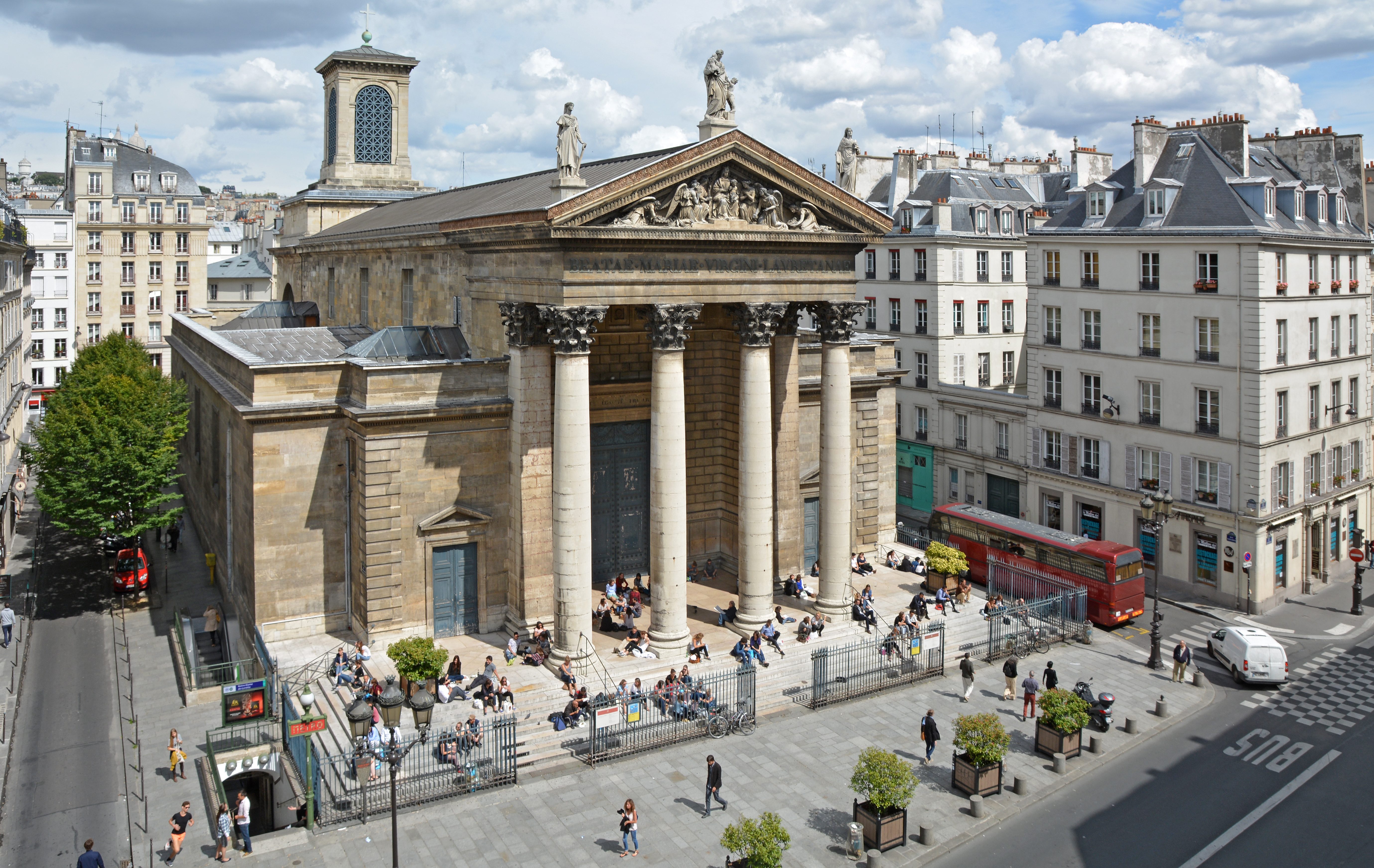
Iglesia de Nuestra Señora de Loreto

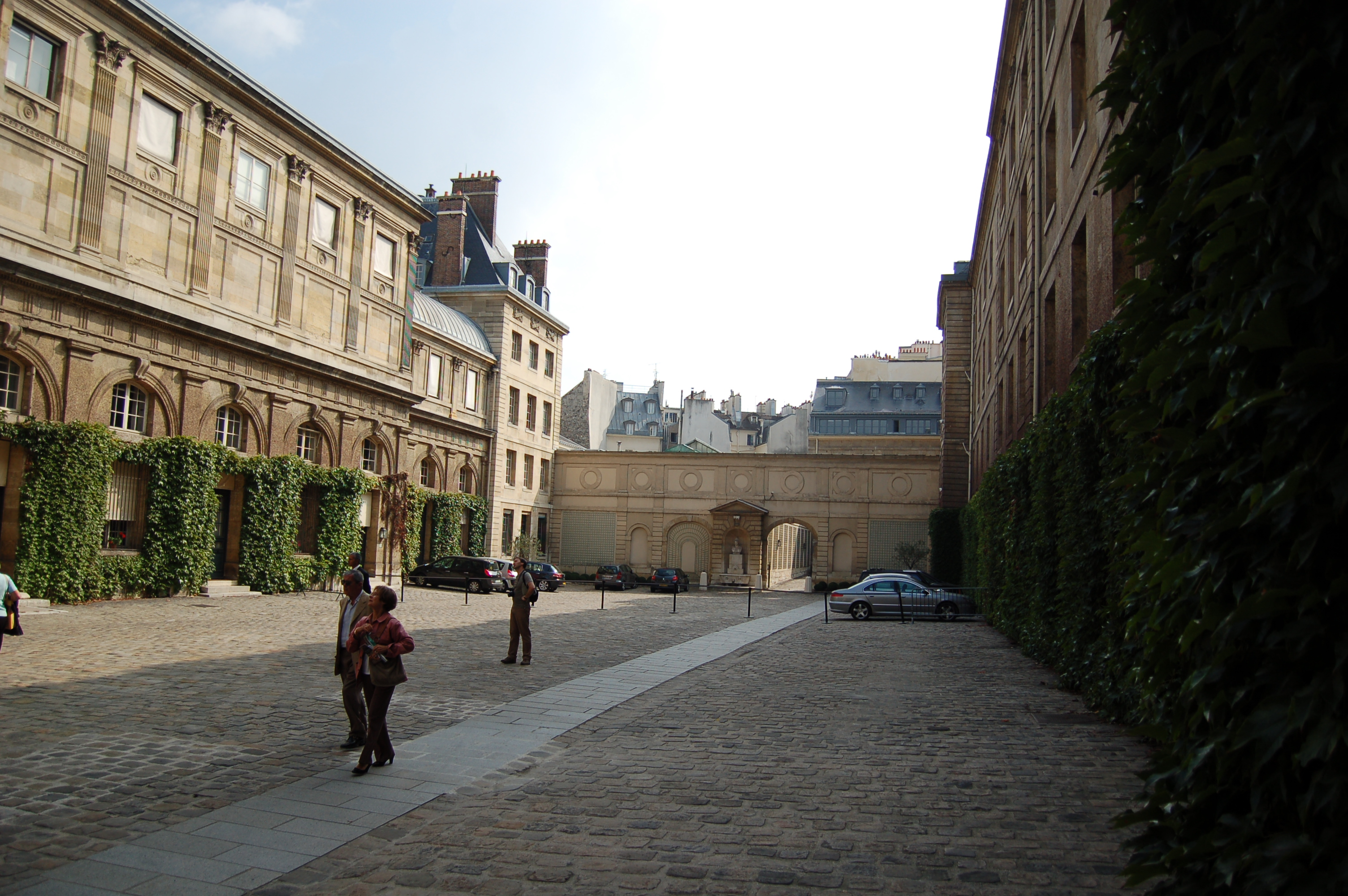
El segundo patio del Instituto de Francia

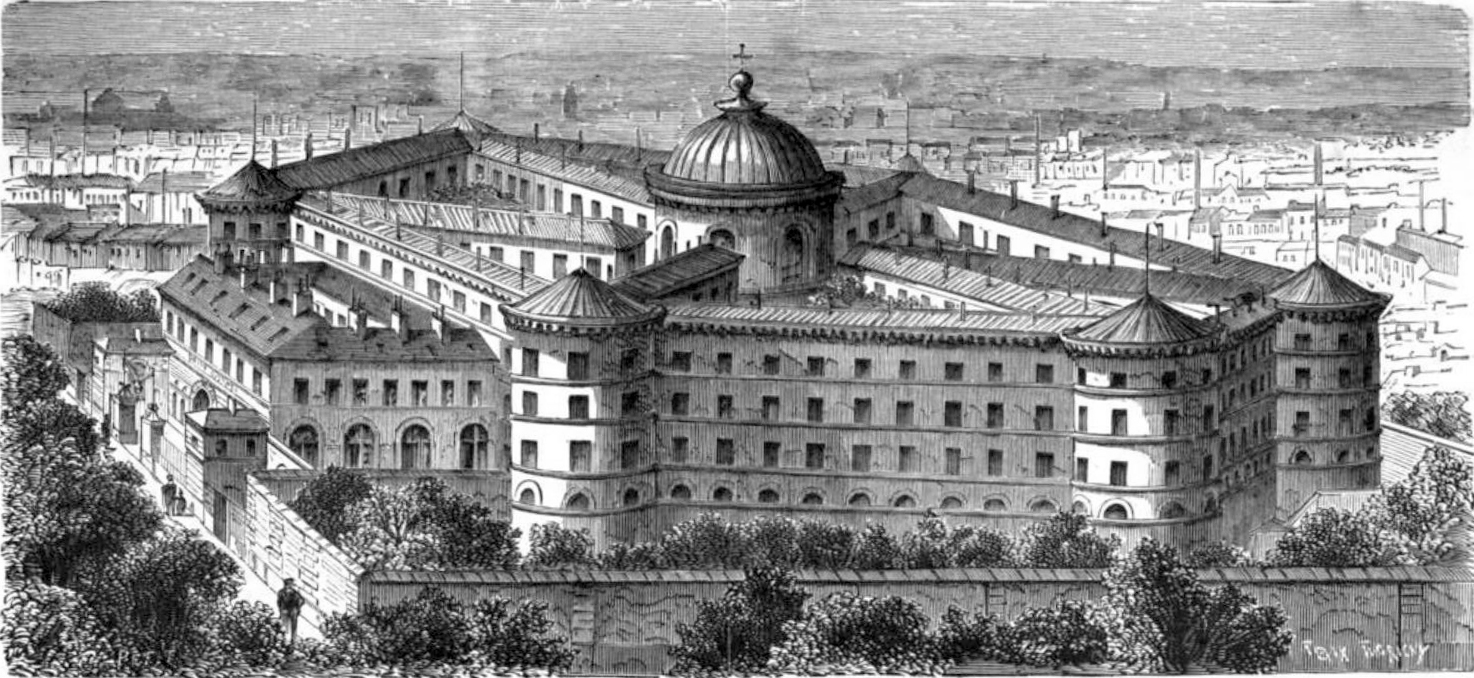
Vista de la prisión de Roquettes (Paris à travers les siècles : histoire nationale de Paris et des Parisiens depuis la fondation de Lutèce jusqu'à nos jours, de Henri Gourdon de Genouillac), Paris (1882, vol. 5)

En el origen de la vocación de Hippolyte, están sus lazos familiares con los Vaudoyer, arquitectos. Su madre era la hermana de Antoine Vaudoyer y tía de Léon Vaudoyer. «Las dos familias vivían entonces en la misma casa de la rue de Savoie. El joven, a fuerza de visitar el estudio de su tío, tomó gusto por la arquitectura». Además de la de Antoine Vaudoyer, Hippolyte recibió la enseñanza de Charles Percier y la Pierre Fontaine.
A diferencia de su tío y de su primo, Hippolyte no obtuvo el primer gran premio de Roma de arquitectura, solo el segundo. Por lo tanto, normalmente no tendría derecho a una estadía a expensas del Estado en la Ciudad Eterna. ¡Él, sin embargo, logrará ir tres veces, e incluso a la Villa Medici! La primera vez fue con motivo de su servicio militar en 1803. Obtuvo ser incorporado en el escuadrón de guardias de Murat, que incluso le concedió el derecho a dibujar los monumentos que verá. La segunda vez fue cuando ganó el segundo Gran Premio de Roma en 1806. Obtuvo del Instituto el favor de quedarse en la Villa Medici, pero sin el título de pensionado. Trabajó junto con el arquitecto Pierre-Adrien Pâris, que la dirige, en el levantamiento de restos antiguos y de monumentos más recientes. Regresará nuevamente en 1811 con su amigo François Debret para realizar un vasto estudio sobre un arquitecto renacentista, Jacopo Barozzi da Vignola, que será publicado a partir de 1815.
De vuelta en París, primero debió contentarse con ayudar a los maestros en su lugar como inspector de obras. Fue con este título como asistió a Pierre Fontaine en la construcción de la capilla expiatoria de París (1816-1824), luego a Eloi Labarre en la finalización de las obras del Palais Brongniart de 1813 a 1826 (luego Palacio de la Bolsa de París).
Franqueó una etapa más cuando gana el concurso organizado en 1823 para la construcción de la iglesia de Nuestra Señora de Loreto en París. Dos años después, ganó el de la prisión de la pequeña Roquette. Será construido entre 1826 y 1836 (demolido en 1974), el primer ejemplo en Francia de una prisión panóptica, siguiendo un plan aplicado en los Estados Unidos en la prisión de Auburn (estado de Nueva York).
Otro paso que cuenta en su carrera, e incluso en su vida: sucedió en 1824 a su tío Vaudoyer como arquitecto del Institut de France. Concibió un ala del segundo patio que albergaba varias salas de trabajo nuevas para las cinco academias, además de la gran sala de reuniones y la galería de las colecciones. Este edificio fue inaugurado en 1846 y lleva desde entonces su nombre. En 1832, recibió un lugar de trabajo en el lugar que conservará hasta su muerte. El alojamiento era lo suficientemente grande como para dar cabida a sus hijos y a sus nietos Halévy. Cuando en 1854, Fromental Halévy se convirtió en secretario perpetuo de la Academia de Bellas Artes, también se encontraba alojado en el Instituto, ¡que se convierte en un auténtico falansterio Halévy! Naturalmente, Hippolyte Le Bas había sido miembro de la Académie des Beaux-Arts desde 1825 (sillón 1 de la sección III, Arquitectura).
Como se puede ver en las imágenes, su estilo se inscribe en la continuidad con lo que prevaleció bajo el Imperio, el neoclásico. Así, Nuestra Señora de Loreto está inspirada en las primeras iglesias cristianas de Roma que estudió durante su segundo viaje a Italia.
Dedicó una gran parte de su tiempo a la enseñanza. Desde 1819, su tío Antoine Vaudoyer lo asoció con la dirección de su taller en la École des Beaux-Arts. En 1840, fue nombrado profesor de historia de la arquitectura después de la muerte de Jean-Nicolas Huyot. Enseñó solo durante diez años y luego tomó un sustituto, Albert Lenoir, hijo del famoso Alexandre. En esta enseñanza, que habría marcado a varias generaciones de arquitectos, se esforzó por mostrar la evolución de la arquitectura a través de todas las edades y en todos los países, en la tradición historicista de Johann Joachim Winckelmann, mientras que al mismo tiempo iluminaba, pero de una manera razonada, la perfección clásica, a la manera de Quatremère de Quincy.
De su matrimonio con Colombe Isambert en 1811, tuvo dos hijos: Gabriel Hippolyte Le Bas (1812-1880), pintor de la Marina, y Alexandrine (1813-1893), casada con Léon Halévy (1802-1883) y madre de Ludovic Halévy (1834-1908).
Su biblioteca y su gran colección de dibujos se vendieron poco después de su muerte, pero se conserva el catálogo de sus libros y grabados, así como el de sus dibujos y pinturas. Hay obras de sus colegas arquitectos (Pierre Fontaine, Charles Percier, Félix Duban) y artistas contemporáneos como Ernest Meissonier, Horace Vernet, Eugène Isabey, Eugène Delacroix, Hippolyte Flandrin, Jean-Dominique Ingres... Las valiosas colecciones de planos y dibujos para Fontainebleau, que Charles Percier le había legado, fueron excluidas de la venta y donadas al Instituto.

## Alumnos
- Louis-Jules André
- Théodore Ballu
- Charles Garnier
- Louis-Victor Louvet
- Gustave Meurant
- Jean-Baptiste-Antoine Lassus
- Lucien Hénault
- Ferdinand Dutert

## Reconocimientos
- Hay una rue Hippolyte-Lebas en el IX Distrito de Paris, cerca de la iglesia de Nuestra Señora de Loreto.
- y también otra en Rosporden (Finistère).